# Cầu lông tại Thế vận hội Mùa hè 2016
Nội dung cầu lông tại Thế vận hội Mùa hè 2016 tại Rio de Janeiro được diễn ra từ ngày 11 tới 20 tháng 8 tại Nhà thi đấu số 4 của Riocentro. Có tổng cộng 172 vận động viên tham dự 5 nội dung: đơn nam, đôi nam, đơn nữ, đôi nữ và đôi nam nữ.
Tương tự như thể thức năm 2012, một sự kết hợp giữa vòng bảng và vòng loại trực tiếp tại kỳ Thế vận hội này. Tất cả các nội dung đôi, Liên đoàn cầu lông thế giới đã đưa ra một số thay đổi trong luật của giải đấu sau những vụ bê bối dàn xếp tỉ sô ở kỳ Thế vận hội trước đó, tất cả các cặp xếp thứ hai của bảng đấu sẽ được bốc thăm để xác định đối thủ ở vòng tiếp theo, trong khi đó các cặp đứng đầu mỗi bảng được xếp ở vị trí cố định phù hợp với hạng hạt giống của họ tại vòng loại trực tiếp.
Thế vận hội dự kiến sẽ sử dụng khoảng 8.400 quả cầu.

## Vòng loại
Giai đoạn được tính là vòng loại Olympic diễn ra trong khoảng từ 4 tháng 5 năm 2015 tới 1 tháng 5 năm 2016, và bảng xếp hạng Liên đoàn cầu lông thế giới, được công bố ngày 5 tháng 5 năm 2016, sẽ được sử dụng để lựa chọn suất tham dự. Không giống như kỳ Thế vận hội trước, các quốc gia chỉ có thể gửi tối đa 2 vận động tham dự ở nội dung đơn nam và đơn nữ, nếu cả hai xếp trong top 16 thế giới; ngược lại, chỉ có một suất cho tới khi đủ 38 vận động viên. Luật tương tự cũng được áp dụng ở nội dung đôi, các quốc gia chỉ có thể gửi tối đa hai cặp vận động viên nếu cả hai đều nằm trong top 8, trong khi đó các quốc gia còn lại chỉ được 1 suất cho tới khi đủ 16 cặp vận động viên xếp hạng cao nhất.
Nếu một lục địa không có vận động viên giành quyền tham dự, vận động viên có thứ hạng tốt nhất của lục địa đó sẽ giành một suất tham dự.

## Lịch thi đấu
| P | Vòng loại | R | Vòng 16 | ¼ | Tứ kết | ½ | Bán kết | F | Chung kết |

| Ngày →     | Năm 11 | Năm 11 | Năm 11 | Sáu 12 | Sáu 12 | Sáu 12 | Bảy 13 | Bảy 13 | Bảy 13 | CN 14 | CN 14 | CN 14 | Hai 15 | Hai 15 | Ba 16 | Ba 16 | Bốn 17 | Bốn 17 | Năm 18 | Năm 18 | Sáu 19 | Sáu 19 | Bảy 20 | Bảy 20 |
| Nội dung ↓ | S      | C      | T      | S      | C      | T      | S      | C      | T      | S     | C     | T     | S      | T      | S     | T     | S      | T      | S      | T      | S      | T      | S      | T      |
| ---------- | ------ | ------ | ------ | ------ | ------ | ------ | ------ | ------ | ------ | ----- | ----- | ----- | ------ | ------ | ----- | ----- | ------ | ------ | ------ | ------ | ------ | ------ | ------ | ------ |
| Đơn nam    | P      | P      | P      | P      | P      | P      | P      | P      | P      | P     | P     |       | R      | R      |       |       | ¼      |        |        |        | ½      |        | F      |        |
| Đôi nam    | P      | P      | P      | P      | P      | P      | P      | P      | P      |       |       |       | ¼      |        | ½     |       |        |        | F      |        | F      |        |        |        |
| Đơn nữ     | P      | P      | P      | P      | P      | P      | P      | P      | P      | P     | P     | P     |        | R      |       | ¼     |        |        | ½      |        | F      |        |        |        |
| Đôi nữ     | P      | P      | P      | P      | P      | P      | P      | P      | P      |       |       |       | ¼      |        | ½     |       |        |        | F      |        |        |        |        |        |
| Đôi nam nữ | P      | P      | P      | P      | P      | P      | P      | P      |        |       |       | ¼     |        | ½      |       | F     | F      |        |        |        |        |        |        |        |

## Tham dự

### Các quốc gia tham dự
- Úc (5)
- Áo (2)
- Bỉ (2)
- Brasil (2)
- Brunei (1)
- Bulgaria (3)
- Canada (2)
- Trung Quốc (14)
- Cuba (1)
- Cộng hòa Séc (2)
- Đan Mạch (8)
- Estonia (2)
- Phần Lan (1)
- Pháp (2)
- Đức (7)
- Anh Quốc (8)
- Guatemala (1)
- Hồng Kông (7)
- Hungary (1)
- Ấn Độ (7)
- Indonesia (10)
- Ireland (2)
- Israel (1)
- Ý (1)
- Nhật Bản (9)
- Litva (1)
- Malaysia (8)
- Mauritius (1)
- México (1)
- Hà Lan (3)
- Ba Lan (5)
- Bồ Đào Nha (2)
- Nga (4)
- Singapore (2)
- Nam Phi (1)
- Hàn Quốc (14)
- Tây Ban Nha (2)
- Sri Lanka (1)
- Suriname (1)
- Thụy Điển (1)
- Thụy Sĩ (1)
- Đài Bắc Trung Hoa (4)
- Thái Lan (7)
- Thổ Nhĩ Kỳ (1)
- Ukraina (2)
- Hoa Kỳ (7)
- Việt Nam (2)

## Huy chương

### Bảng xếp hạng huy chương
| 1    | Trung Quốc  | 2 | 0 | 1 | 3  |
| 2    | Nhật Bản    | 1 | 0 | 1 | 2  |
| 3    | Indonesia   | 1 | 0 | 0 | 1  |
| 3    | Tây Ban Nha | 1 | 0 | 0 | 1  |
| 5    | Malaysia    | 0 | 3 | 0 | 3  |
| 6    | Đan Mạch    | 0 | 1 | 1 | 1  |
| 7    | Ấn Độ       | 0 | 1 | 0 | 1  |
| 8    | Anh Quốc    | 0 | 0 | 1 | 1  |
| 8    | Hàn Quốc    | 0 | 0 | 1 | 1  |
| Tổng | Tổng        | 5 | 5 | 5 | 15 |

### Danh sách huy chương
| Đơn nam    | Thầm Long · Trung Quốc                        | Lý Tông Vỹ · Malaysia                                | Viktor Axelsen · Đan Mạch                   |  |  |  |
| Đôi nam    | Phó Hải Phong · Trương Nam · Trung Quốc       | Ngô Vĩ Thân · Trần Vĩ Cường · Malaysia               | Marcus Ellis · Chris Langridge · Anh Quốc   |  |  |  |
|            |                                               |                                                      |                                             |  |  |  |
| Đơn nữ     | Carolina Marin · Tây Ban Nha                  | P. V. Sindhu · Ấn Độ                                 | Okuhara Nozomi · Nhật Bản                   |  |  |  |
| Đôi nữ     | Matsutomo Misaki · Takahashi Ayaka · Nhật Bản | Christinna Pedersen · Kamilla Rytter Juhl · Đan Mạch | Jung Kyung-Eun · Shin Seung-Chan · Hàn Quốc |  |  |  |
|            |                                               |                                                      |                                             |  |  |  |
| Đôi nam nữ | Tontowi Ahmad · Liliyana Natsir · Indonesia   | Trần Bính Thuận · Ngô Liễu Huỳnh · Malaysia          | Trương Nam · Triệu Vân Lôi · Trung Quốc     |  |  |  |